# Alfarrás
Alfarrás (en catalán y oficialmente Alfarràs) es un municipio de Cataluña, España. Pertenece a la provincia de Lérida, en la comarca del Segriá, situado al norte de la comarca, en el límite con la de la Noguera en la que había estado incluido con anterioridad. 
El municipio se localiza entre la orilla del río Noguera Ribagorzana y las colinas del Sas y la Serra Llarga (Les Guixeres), y sus vías de acceso son las carreteras de Binéfar a Balaguer y la de Lérida al valle de Arán. Alfarrás forma municipio con Andaní, núcleo de población con el que está unido.
Entre las construcciones patrimoniales que posee este municipio se encuentran la iglesia vieja de San Pedro, el molino de harina y el puente viejo sobre el río, destruido en parte durante la guerra.

## Geografía humana

### Demografía
Cuenta con una población de 2778 habitantes (INE 2024).
| Gráfica de evolución demográfica de Alfarrás entre 1842 y 2021 |
| |
| Población de derecho según los censos de población del INE Población de hecho según los censos de población del INEEn estos censos se denominaba Alfarrás: 1842, 1857, 1860, 1877, 1887, 1897, 1900, 1910, 1920, 1930, 1940, 1950, 1960, 1970 y 1981 Entre el censo de 1857 y el anterior, crece el término del municipio porque incorpora a 255019 (Andani) |

| 1900 | 1930 | 1950 | 1970 | 1981 | 1986 |
| ---- | ---- | ---- | ---- | ---- | ---- |
| 741  | 1541 | 1709 | 3126 | 3189 | 3141 |

## Comunicaciones
Pueblo fronterizo entre las comarcas del Segriá y la Noguera, en él se cruzan los caminos hacia Viella, Francia y Aragón. Está situado a tan solo 25 km de Lérida ciudad por la CN-230 y a 23 km de Balaguer por la C-26.

## Economía
Agricultura de secano y de regadío. Ganadería. Sector servicios en alza.

## Fiestas que se celebran en la localidad
- San Pedro, 29 de junio Festa major de verano.
- San Sebastián, 20 de enero, fiesta mayor de invierno.
- San Lorenzo, 10 de agosto, Andaní.
- San Nicolás, 6 de diciembre, Andaní.
- Feria del melocotón del Ribagorzana 2.º domingo de octubre.

### Otras fiestas
- Procesión de Domingo de Ramos
- Fiesta mayor de san Pedro
- Diada de Cataluña,
- Jornadas lúdico-culturales (primavera)
- Colaboración con la "Assosació Mulla't"
- Colaboración con la Maratón de TV3
- Cabalgata de Reyes
- "Sardanas al aire libre" (Sardanés a la fresca)
- Fira de la Truita (Primavera)

## Lugares de interés
- Antigua fábrica de Alfarrás

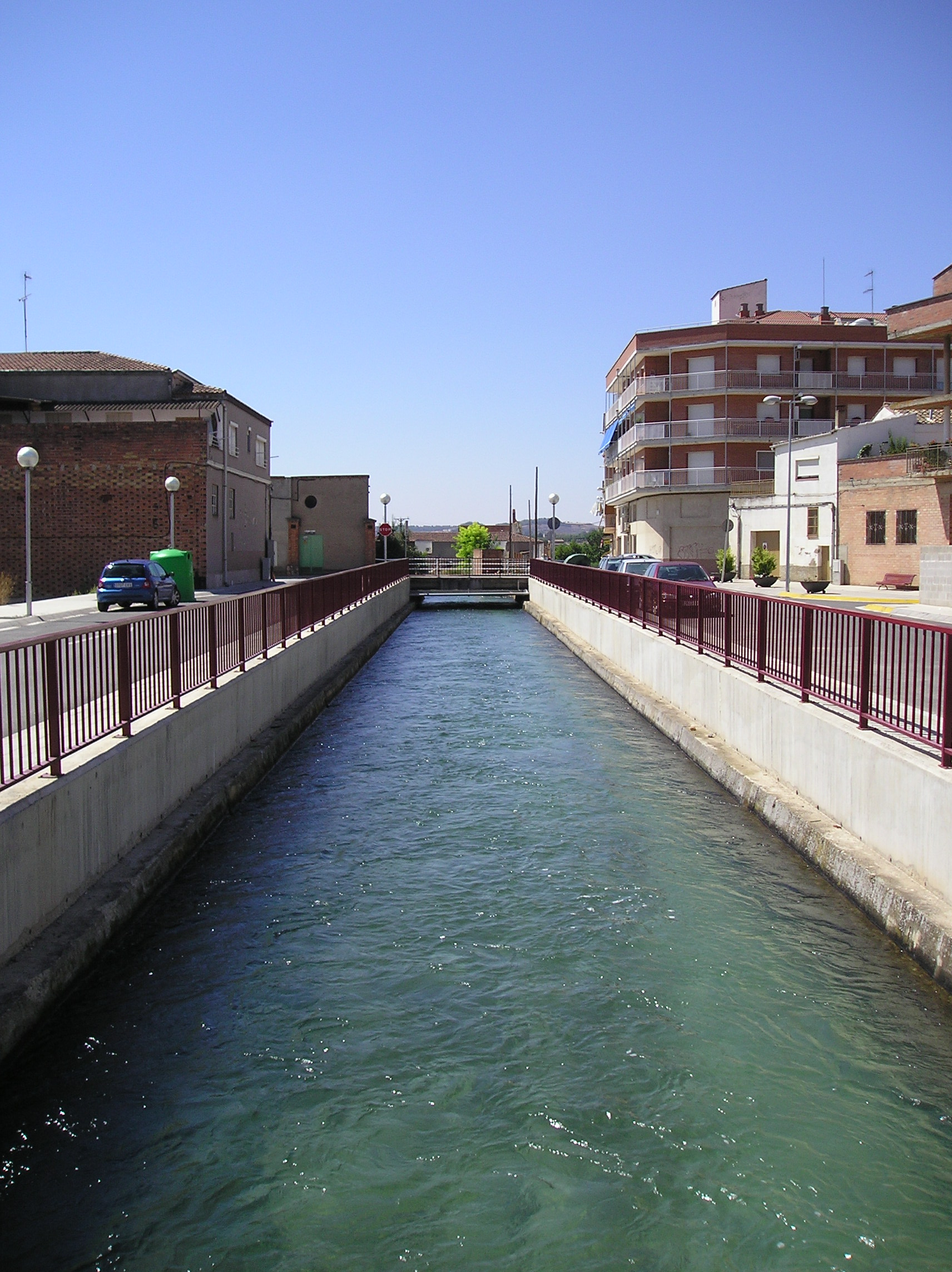
Canal de Piñana a su paso por Alfarrás

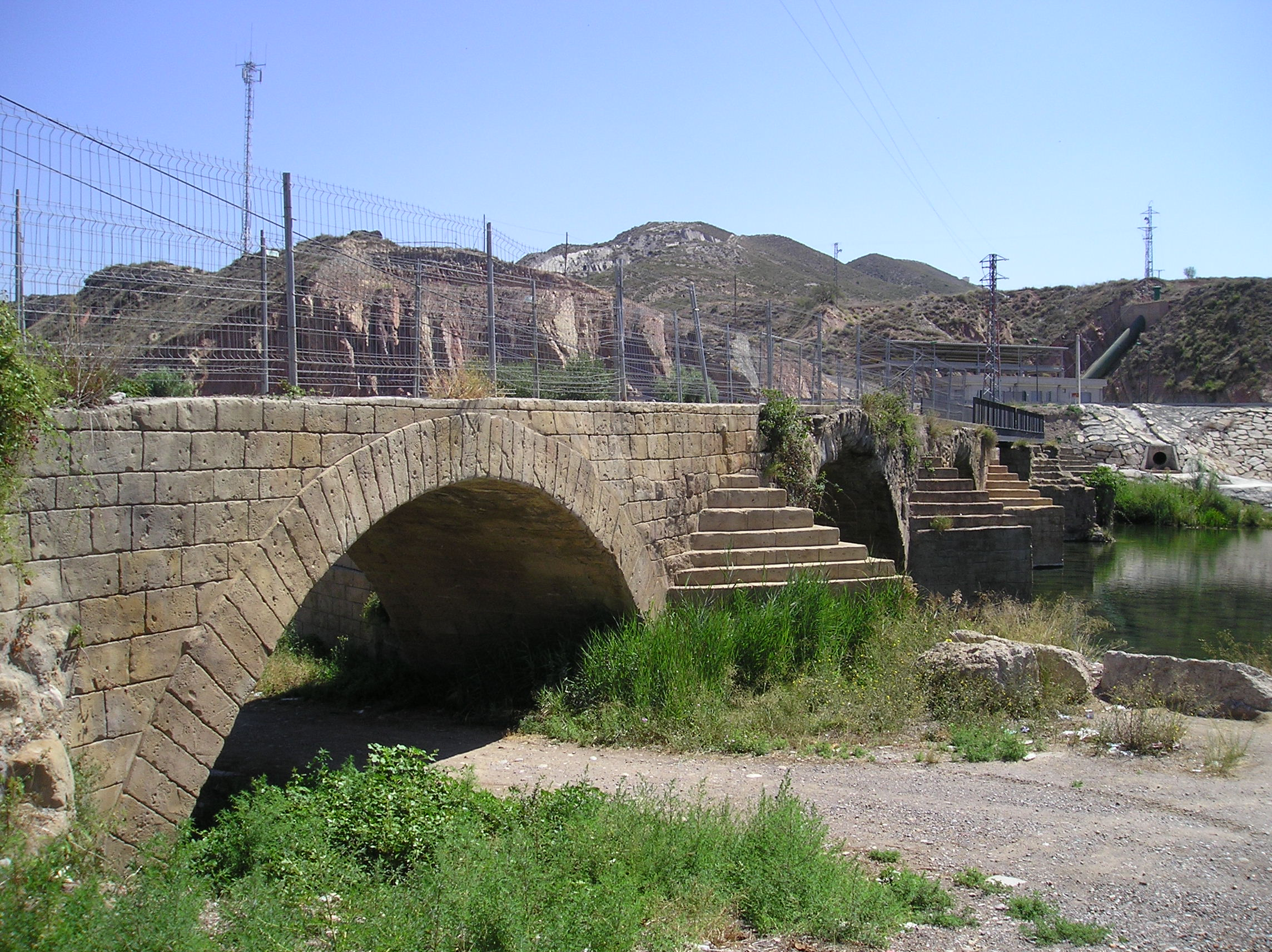
Puente románico sobre el Noguera Ribagorzana

- El puente viejo, sobre el río Noguera Ribagorzana, afluente del Segre (actualmente restaurado)
- La iglesia Vieja (actualmente restaurada)
- Iglesia Nueva de Alfarrás
- Pantano de Santa Anna
- Piscinas municipales
- Piscifactoría de Alfarrás